# Edith van der Aa
Edith van der Aa (Cilacap, ... – ...; fl. XX secolo) è stata una pittrice olandese.

## Biografia
Nata a Cilacap, in Indonesia, fu pittrice di ritratti e nature morte. Espose alcune sue opere al Salon des Indépendants di Parigi negli anni '30. 